# Anchomomys
Anchomomys és un gènere extint de primats de la família dels notàrctids que visqueren a l'Europa Occidental i el nord d'Àfrica entre l'Eocè mitjà i l'Oligocè inferior. Se n'han trobat restes fòssils a Egipte, Espanya (incloent-hi els jaciments de Sant Jaume de Frontanyà, que representen la major contribució del món al registre fòssil d'aquest tàxon), França i Suïssa. La seva morfologia dental fa pensar que eren parcialment o total insectívors. Eren primats menuts que pesaven un màxim de 900 g i, en algunes espècies, ni tan sols no arribaven a 100 g.